# Chronicon Paschale
El Chronicon Paschale ('Crònica Pasqual'), Chronicum Alexandrinum, Constantinopolitanum o Fasti Siculi és una crònica romana d'Orient del segle vii que narra els esdeveniments des de la creació d'Adam fins al regnat d'Heracli, incloent-hi anècdotes i curiositats excèntriques i des d'un punt de vista religiós. L'autor és un clergue desconegut i s'hauria basat en fonts historiogràfiques de l'època ben conegudes: Eusebi de Cesarea, Joan Malales, els Fasti romans o Sext Juli Africà. El manuscrit més complet que conserva l'obra data del segle x i té passatges mutilats. N'hi ha un parell d'edicions (grec original i traducció llatina) consultables.